# Vanita Jagdeo Borade
Vanita Jagdeo Borade (sinh ngày 25 tháng 5 năm 1975) là một nhà bảo tồn người Ấn Độ và người sáng lập Soyre Vanchare Multipurpose Foundation, một tổ chức hoạt động trong lĩnh vực bảo vệ động vật hoang dã. Bà chuyên giải cứu rắn và được công nhận là "người phụ nữ làm bạn với rắn đầu tiên của Ấn Độ". Borade đã nhận giải thưởng Nari Shakti Puraskar từ chính phủ Ấn Độ như là sự ghi nhận đối với những nỗ lực bảo tồn của bà.

## Tiểu sử
Vanita Jagdeo Borade sinh ngày 25 tháng 5 năm 1975. Bà sống cùng chồng ở Buldana thuộc bang Maharashtra, Ấn Độ.

## Sự nghiệp
Borade học cách hòa nhập với động vật hoang dã khi bà được nuôi dưỡng trong một trang trại cùng những người bạn có chung mối quan tâm với môi trường địa phương. Bà lần đầu bắt rắn độc từ năm 12 tuổi mà không hề bị cắn. Borade sau đó đã thành lập Soyre Vanchare Multipurpose Foundation, một tổ chức môi trường tập trung vào việc ngăn ngừa ô nhiễm và bảo vệ động vật hoang dã. Tổ chức này đã giải cứu hơn 50.000 con rắn và Borade được ghi vào Sách Kỷ lục Guinness. Bà có lòng trắc ẩn đặc biệt với loài rắn, nhưng cũng có kinh nghiệm với ong mật.
Borade đã dạy những người khác cách chữa rắn cắn nhằm mục đích giảm hội chứng sợ rắn bằng cách cung cấp những thông tin thực tế về rắn: chỉ có 10% rắn ở Ấn Độ là có nọc độc và mọi bệnh viện đều có sẵn chất kháng nọc độc miễn phí.

## Giải thưởng
Bưu điện Ấn Độ đã công nhận những thành tựu của Borade bằng việc phát hành một tem thư có hình chân dung của bà. Vào Ngày Quốc tế Phụ nữ năm 2022, bà nhận được giải thưởng Nari Shakti Puraskar 2020, danh hiệu dân sự cao nhất dành cho phụ nữ ở Ấn Độ, từ Tổng thống Ram Nath Kovind. Ở địa phương, bà được gọi là "người phụ nữ rắn", Borade cũng được công nhận là "người phụ nữ làm bạn với rắn đầu tiên của Ấn Độ".